# Matilde Montoya
Matilde Petra Montoya Lafragua (Ciutat de Mèxic, Mèxic, 14 de març de 1859 - ibidem, 26 de gener de 1939) va ser comare i la primera dona a aconseguir el grau acadèmic de metgessa i va obtenir el seu doctorat en 1887.

## Dades biogràfiques
Matilde Montoya va ser la segona filla del matrimoni entre Soledad Lafragua i José María Montoya; no obstant això, va ser educada com a filla única, després de la mort de la seva germana. Des de molt primerenca edat, Matilde va començar a demostrar interès per l'estudi, gràcies al suport i els ensenyaments que la seva mare li va donar. Montoya va acabar la seva educació escolar als dotze anys, sent massa jove per entrar a l'educació superior. Va ser incitada per la seva família (principalment per la seva mare) a estudiar ginecologia i obstetrícia. Després de la mort del seu pare, Matilde es va inscriure en la carrera d'obstetrícia i comare, que depenia de l'Escola Nacional de Medicina, realitzant les seves pràctiques a l'Hospital de Sant Andrés. Posteriorment es va veure obligada a abandonar aquesta carrera a causa de les manques econòmiques per les quals travessava la seva família, optant per inscriure's a l'Escola de Comares i Obstetres de la Casa de la Maternitat, situada als carrers de Revillagigedo.
A l'edat de setze anys, Montoya va rebre el títol de comare; exercint gran part d'aquesta professió en Puebla cap a l'edat de divuit anys. Va treballar, en els seus començaments, com a auxiliar de cirurgia sota la tutela dels doctors Luis Muñoz i Manuel Soriano. Alguns metges van realitzar una campanya en contra seva, en qualificar-la de maçona i protestant. En Puebla, va demanar la seva inscripció a l'Escola de Medicina, va presentar la tesi del seu recorregut professional i va complir amb el requisit d'acreditar les matèries de Química, Física, Zoologia i Botànica, aprovant l'examen d'admissió.
Matilde Montoya va decidir tornar amb la seva mare a la Ciutat de Mèxic on finalment i per segona vegada va sol·licitar la seva inscripció a l'Escola Nacional de Medicina, i va ser acceptada en 1882 pel llavors director, el doctor Francisco Ortega, als 24 anys. Aquesta decisió va estar plena de crítiques i desacords per part de múltiples persones, els qui recolzaven a Matilde van ser anomenats "els montoyos". Es van presentar gran quantitat de contratemps durant el seu estudi en la Facultat de Medicina com la seva revalidació de les matèries de llatí, arrels gregues, matemàtiques, francès i geografia i se li permetessi cursar-les en el Col·legi de Sant Ildefons, seu de l'Escola Nacional Preparatòria. Va haver de recórrer al suport del llavors president Porfirio Díaz. Va rebre el seu doctorat de la Facultat de Medicina de Mèxic en 1887. Després va ser declarada metgessa de cirurgia i obstetrícia.

## Llegat
Matilde Montoya és considerada la primera mexicana mèdica. El 1925, ella i Aurora Uribe van fundar l'Associació de Metgesses Mexicanes. Montoya va aconseguir que el terme comare no s'usés de manera despectiva. Precisament per això és que va ser una de les dones més vitoreadas i una de les quals més es parlava en aquesta època.